# Épidermolyse bulleuse jonctionnelle létale
L'épidermolyse bulleuse jonctionnelle létale est une dermatose bulleuse congénitale conduisant rapidement au décès du nouveau-né. Décrite pour la première fois en 1935 par O. Herlitz, elle est connue pour toucher l'homme mais aussi le cheval.

## Chez le cheval
La maladie touche les races de chevaux de trait, en particulier le Comtois, le trait belge et le Breton. Elle est également connue comme « maladie des pieds rouges du poulain », et provoque la naissance de poulains sans peau au bas des membres et sans sabots, qui meurent peu de temps après la naissance. Un test de dépistage génétique est mis en place depuis 2004 pour écarter les étalons porteurs de la reproduction. On estime que 14 % des Bretons et 8 % des Comtois sont porteurs du gène récessif responsable.

## Sources
- (en) Online Mendelian Inheritance in Man, OMIM (TM). Johns Hopkins University, Baltimore, MD. MIM Number:226700